# Buczyn (województwo mazowieckie)
Buczyn – wieś sołecka w Polsce położona w województwie mazowieckim, w powiecie ostrołęckim, w gminie Czerwin.

## Historia
Wieś szlachecka Buczyno położona była w drugiej połowie XVI wieku w powiecie ostrołęckim ziemi łomżyńskiej. W latach 1921–1939 ówczesny folwark leżał w województwie białostockim, w powiecie ostrołęckim, w gminie Czerwin.
Według Powszechnego Spisu Ludności z 1921 roku folwark zamieszkiwały 34 osoby w 3 budynkach mieszkalnych. Miejscowość należała do parafii rzymskokatolickiej w m. Czerwin. Podlegała pod Sąd Grodzki w Ostrołęce i Okręgowy w Łomży; właściwy urząd pocztowy mieścił się w m. Czerwin.
W okresie międzywojennym majątek ziemski był w posiadaniu Bronisława Rutkowskiego (196 mórg).
W wyniku agresji niemieckiej we wrześniu 1939 miejscowość znalazła się pod okupacją niemiecką. Od 1939 do wyzwolenia włączona w skład Generalnego Gubernatorstwa.
W latach 1975–1998 miejscowość administracyjnie należała do województwa ostrołęckiego.